# Hariharpur (Parsa)
Hariharpur (nepalski: हरिहरपुर) – gaun wikas samiti w środkowej części Nepalu w strefie Narajani w dystrykcie Parsa. Według nepalskiego spisu powszechnego z 2001 roku liczył on 639 gospodarstw domowych i 4054 mieszkańców (1939 kobiet i 2115 mężczyzn).